# Дороська митрополія
Дороська митрополія Константинопольського патріархату — короткочасна митрополія, яка об'єднала новоонавернене християнське населення Хозарського каганату (і, можливо, Хорезму). Заснована на базі Доросьскої (Готської) єпископії, з центром у місті Дорос (суч. Мангуп). Складалася з семи єпархій: Хоцирської, Астильської, Хвалської, Оногурської, Ретегської, Гунської і Таматархської.
Точно відомо місце розташування трьох єпархій. Хоцирська перебувала у Криму, поблизу міста Фули і ріки Карасу (ототожнення цих пунктів з конкретними сучасними містами є предметом дискусій). Її назва пов'язується з давнім ім'ям хазар «акациры». Друга у списку Астильська єпархія розміщувалася в Ітилі — столиці Хозарії в гирлі Волги. Таматархська — в місті Таматарха на Таманському півострові. Інші єпархії ототожнюються з іменами народів і назвами гідронімів на території Хазарії. Оногурська — з областю Оногурія в Приазов'ї, Гунська — з населенням Прикаспію на північ від Дербента. Ретегська зв'язується з Тереком і містом Тарку, яке, ймовірно, ідентичне південній столиці Хозарії Семендеру. Хвалська єпархія займала якусь область біля Каспійського моря. Багато дослідників поміщають її за межами Хазарії в Хорезмі.
Митрополія була першою в історії Візантії, заснованою за межами історичних кордонів Римської імперії (Як пізніше митрополії Аланії і Русі). Розміщення її столиці в місті Дорос, можливо, визначалося «правом честі».
Про існування митрополії відомо за згадуваннями у одному з списків візантійських єпархій. (Паризький рукопис XIV століття, шифр 1555А, виданий в 1891 К. Де Боором). Про час її установи не повідомляється. Найранніша можлива дата 787 рік — найпізніша кін. IX століття. Оскільки в пізніших списках згадок про неї немає, митрополія, мабуть, існувала недовгий час. Можливо також, що вона була тільки місіонерським проектом. Її установа відображала прагнення Візантії залучити Хазарію в орбіту свого впливу. Ця спроба закінчилася провалом, бо хазарська еліта прийняла юдаїзм і до кінця IX століття візантійсько-хозарські стосунки стали ворожими.